# Paaswake
De  paaswake, paasdienst of paasvigilie is een christelijke liturgie die begint bij zonsondergang en eindigt bij zonsopgang tijdens de nacht van paaszaterdag op Pasen. Herdacht wordt dat Jezus in deze nacht opstaat. De paaswake is het feest van het licht, het feest van het water en het feest van de vreugde om Jezus' verrijzenis. Veel kerkgenootschappen bieden een livestream aan van een paaswake zodat ook gelovigen die niet naar de kerk kunnen gaan, deze kunnen vieren. In sommige landen wordt er ook een paaswake op tv uitgezonden.

## Katholieke traditie
In de late avond wordt het Licht, als teken voor Christus, feestelijk binnengedragen in de kerk en bejubeld. Dit staat symbool voor de opstanding. De viering is in de katholieke traditie een viering waarin een groot aantal symbolen met elkaar gecombineerd worden.
- Duisternis, aan het begin van de viering is er geen enkel licht in de kerkruimte aanwezig. Duisternis staat ook voor het ontbreken van ordening.
- Licht, met name: nieuw licht. Het vuur voor de Paaskaars is net ontstoken. Zeker vóór de tijd van de lucifer en de aansteker was licht een duidelijk teken voor "iets nieuws beginnen". Licht brengt ordening in de chaos. Licht als symbool voor Christus: licht op de levensweg.
- Verspreiden van licht: de gelovigen steken hun eigen kaars aan met het vuur van de paaskaars. Dit laatste kan direct of indirect, men geeft het licht aan elkaar door. Als symbool voor Christus ook: het geloof verspreiden, het evangelie, de Blijde Boodschap, verspreiden. Hierna wordt de paasjubelzang exsultet (Latijn: laat juichen) gezongen.

Het eerste hoofdstuk van het boek Genesis wordt gelezen, het verhaal van de schepping, met zijn herhaalde "En God zag dat het goed was". Na de symboliek van het nieuwe vuur, benadrukt dit verhaal nogmaals de ordening die door God gebracht wordt.
De evangelielezing verhaalt over de nieuwe morgen en het lege graf: "Waarom zoek je levende onder de doden?"
- Wijding van het water
  - er wordt over het water geblazen, vergelijk het Pinksterverhaal.
  - de Paaskaars wordt tot drie maal in het te wijden water gedoopt.

In sommige kerken wordt het doopwater gezegend en hernieuwen gelovigen de doopbeloften. Als er dopelingen zijn, worden deze gedoopt. Vervolgens wordt de Eucharistie gevierd. Symbool van de verrezen Heer is de paaskaars die van nu af haar licht zal doen schijnen. In de kaars zijn vijf wierookkorrels in kruisvorm gestoken; zij verbeelden de vijf wonden van Jezus in handen, voeten en hart.
Palmzondag · Schortelwoensdag · Witte Donderdag · Goede Vrijdag · Stille Zaterdag · Paaswake · Pasen